# Shōzō Iizuka
Shōzō Iizuka (飯塚 昭三, Iizuka Shōzō), né le 23 mai 1933 dans la préfecture de Tokyo et mort le 15 février 2023, est un seiyū. 
Habitant dans la préfecture de Fukushima, il a travaillé pour Sigma Seven. Ses interprétations de nombreux monstres et méchants dans des séries tokusatsu lui doivent le surnom de « l'homme qui a comploté pour conquérir la Terre pendant 50 ans ».

## Rôles

### Séries télévisées d'animation
- Ashita no Nadja (Head pirate)
- Black Jack (Dr Asakusa)
- Black Jack 21 (Dr Kuma)
- Bleach (Baraggan Luisenbarn)
- Brave Exkaiser (Dinogeist)
- Daimos (Balbas, Isamu Ryūzaki)
- Deltora Quest (Soldeen)
- Devil May Cry (Pleshio)
- Dragon Ball (Android #8)
- Dragon Ball GT (Nappa)
- Dragon Ball Z (Nappa, Android #8)
- Erika (Kōsuke Tamura)
- Fist of the North Star (Heart, Fudou of the Mountain)
- Fullmetal Alchemist: Brotherhood (Dominic)
- Fushigi no Kuni no Alice (Humpty Dumpty)
- Future GPX Cyber Formula (Tetsuichirō Kurumada)
- Ghost Sweeper Mikami (ja) (Santa Claus, Gondawara)
- Gun X Sword (Tony)
- Les Enquêtes de Kindaichi : Kindaichi Case Files (Shūichirō Midō)
- Lost Universe (Jill Il)
- Metal Armor Dragonar (Chephov, Dorchenov)
- Mobile Suit Gundam (Ryu Jose)
- Monkey Typhoon (Gantz)
- Monster (Tomāshu Zoback)
- NG Knight Lamune & 40 (Don Harumage)
- Nintama Rantarō (Happosai Ueda)
- Ōban, Star-Racers (Kross)
- Paranoia Agent (Keiichi Ikari)
- Planetes (Goro Hoshino)
- Pokémon (Tadokoro)
- Pokémon : Advance Generation (Aoba, Genji)
- Rainbowman (Dongoros)
- Rurouni Kenshin (Hyottoko)
- Sakigake!! Otokojuku (Raiden)
- Samurai Champloo (Zuikō)
- Sherlock Holmes (Inspecteur Lestrade)
- Shugo Chara! (Gozen)
- Soul Eater (Alcapone)
- Space Adventure Cobra (Dan Brad)
- Space Emperor God Sigma (Shiwai Ritsu)
- Street Fighter 2 V (Dhalsim)
- Tekkaman Blade (Honda)
- Tekkaman Blade II (Honda)
- Tomorrow's Joe (Tiger Ozaki, Gerira, others)
- Urusei Yatsura (Daimajin)
- Utawarerumono (Genjimaru)
- Voltes V (Jangal)
- Yomigaeru Sora - Rescue Wings (Motomura)
- Yūsha Raideen (Kyoretsu Gekido)
- Yu-Gi-Oh! (Toei) (Kujirata, Dark Master Zorc)
- YuYu Hakusho (Enki)

### Téléfilms d'animation
- Dragon Ball : L'Armée du Ruban Rouge : Cyborgs de Dragon Ball
- Dragon Ball : Le Château du démon : Butler
- Dragon Ball : La Légende de Shenron : Père de Pansy
- Dragon Ball Z : La Menace de Namek : Kakûja

### Jeux vidéo
- Crash Bandicoot series (Dr Neo Cortex (Brendan O'Brien, Clancy Brown, Lex Lang))
- Dragon Ball Z: Budokai series (Nappa)
- Dragon Ball Z: Budokai Tenkaichi series (Nappa)
- Genji: Dawn of the Samurai (Fujiwara no Hidehira)
- Hokuto no Ken series (Mr. Heart)
- Kingdom Hearts Birth by Sleep (Dr Jumba Jookiba)
- Klonoa Heroes: Densetsu no Star Medal (Pango)
- Mega Man 8 (Doctor Thomas Light)
- Mega Man Battle & Chase (Guts Man, Doctor Light)
- Mega Man Legends 2 (Pancoskas)
- Metal Gear Solid 2: Sons of Liberty (Peter Stillman)
- Metal Gear Solid 4: Guns of the Patriots (Ed, Psycho Mantis, Beast unit's voice)
- Ninja Gaiden 2 (Dagra Dai)
- Odin Sphere (Brigand, Belial)
- Policenauts (Ed Brown)
- Rogue Galaxy (Dorgengoa)
- Shining Force Neo (Graham)
- Sly 2: Band of Thieves (Jean Bison)
- Tales of Destiny (Grebaum)
- The Space Sheriff Spirits (Don Horror, Psycho, Khubirai)
- Utawarerumono (Genjimaru)